# Paratetrops warnckei
Paratetrops warnckei – gatunek chrząszcza z rodziny kózkowatych i podrodziny zgrzypikowych. Jedyny przedstawiciel rodzaju Paratetrops.

## Zasięg występowania
Gatunek ten występuje w południowej części Turcji.

## Budowa ciała
Czułki bardzo wiotkie, ich końcowe człony o szerokości mniej więcej równej długości. Przedplecze z centralnym, podłużnym wgłębieniem o gładkiej powierzchni. Pokrywy głęboko i grubo punktowane. Całe ciało gęsto pokryte ciemną, długą, grubą i sterczącą szczecinką.